# Снігоочисна машина

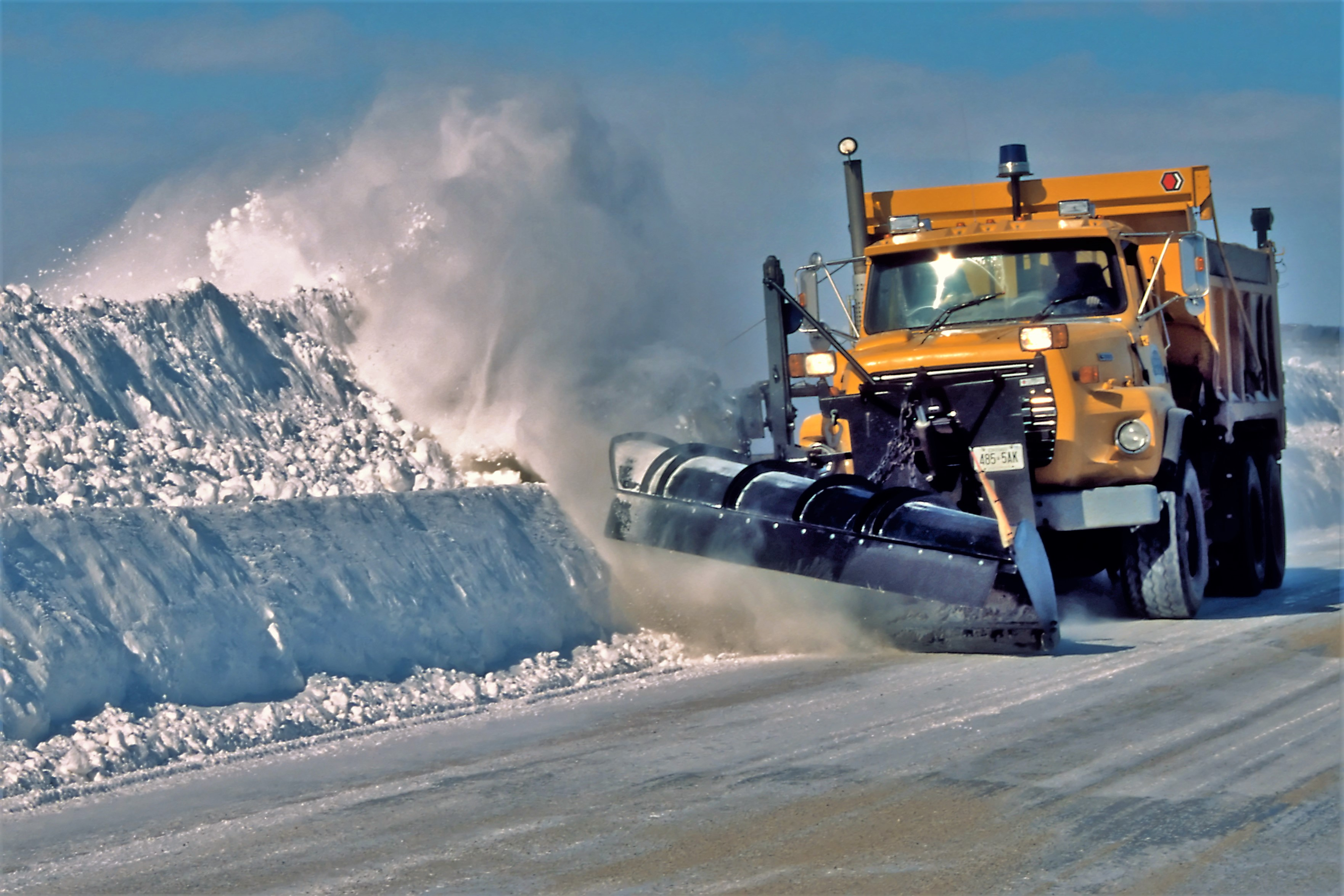
Снігоочисна машина (Онтаріо, Канада)

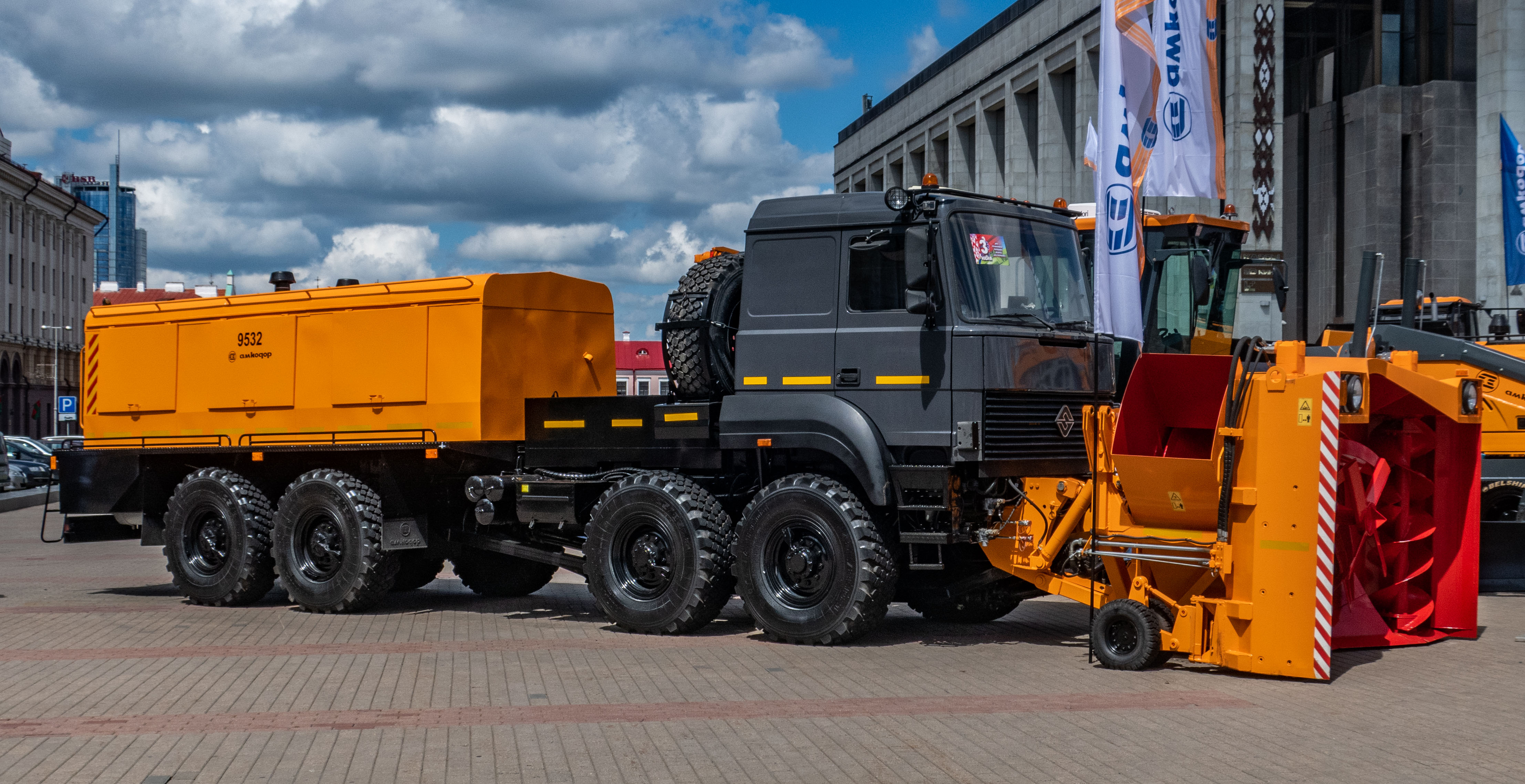
Шнекороторний снігоочисник Амкодор 9532

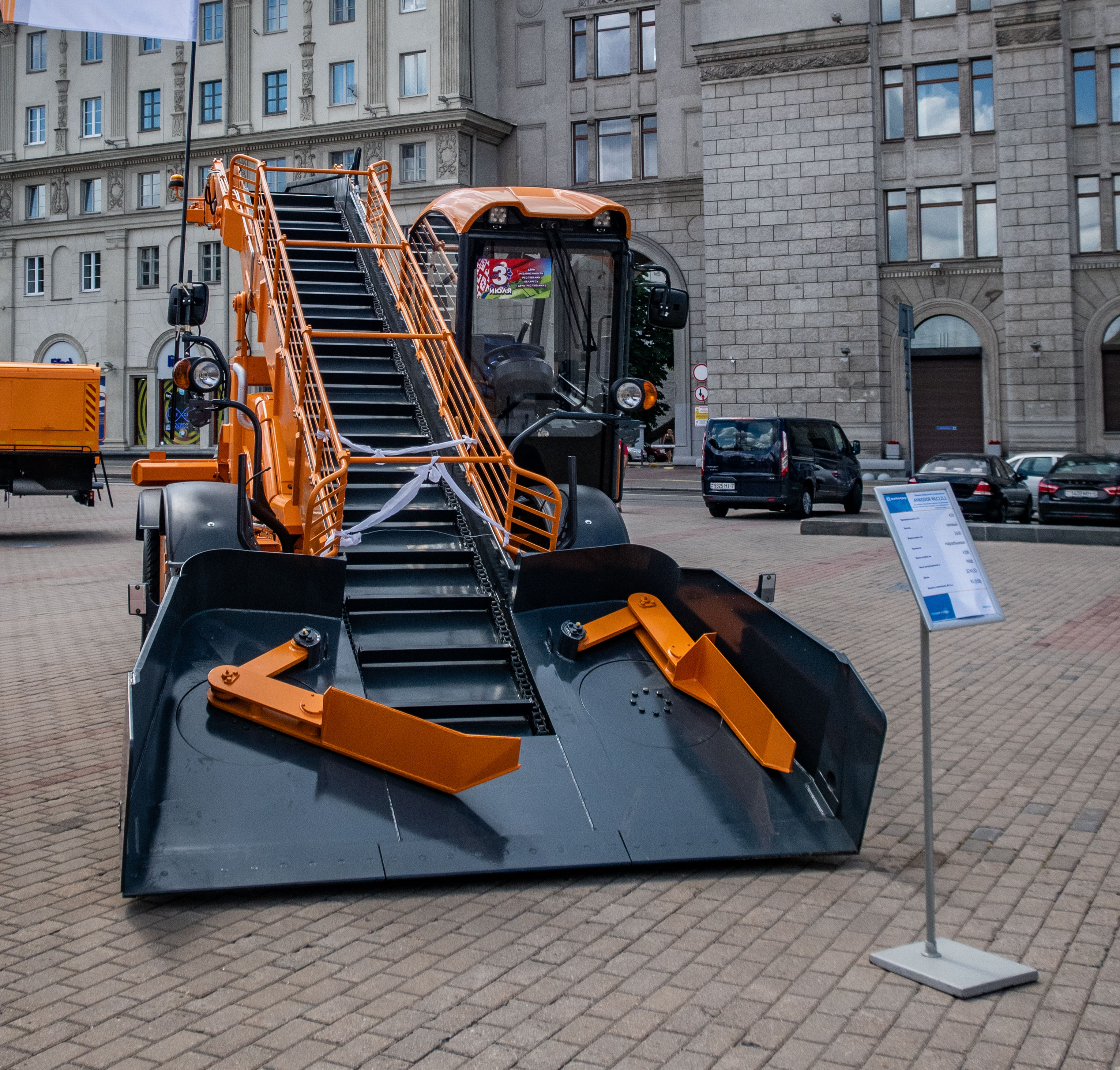
Снігоочисна машина Амкодор WLC12L1 для завантаження снігу в транспортні засоби

Снігоочи́сна́ (снігозбира́льна, снігоприбира́льна) машина — машина, призначена для прибирання снігу з доріг.

## Історія
Першу снігоочисну машину побудував Герберт Фріц на початку 80-х років ХІХ століття. Вона не мала двигуна, тому для роботи потрібно було постійно крутити ручку, приєднану до валу снігоочисника. Машина могла змітати сніг лише на півтора метра вбік, тому не мала особливої популярності в тодішній Австрійській імперії.
Кілька років по тому колега Фріца академік Пісерман встановив на снігоочисну машину паровий двигун. Це сталося 23 січня 1885 року. Цю дату можна офіційно вважати датою винаходу першої снігоприбиральної машини.
Існує думка, що «пращура» сучасних машин для чищення вулиць від снігу зібрала Сінтія Вестовер у 1892 році.